# Pterolophia bisulcaticollis
Pterolophia bisulcaticollis är en skalbaggsart som beskrevs av Maurice Pic 1926. Pterolophia bisulcaticollis ingår i släktet Pterolophia och familjen långhorningar. Inga underarter finns listade i Catalogue of Life.